# Equazioni di Eulero (dinamica del corpo rigido)
In meccanica classica, le equazioni di Eulero per la rotazione sono un sistema di equazioni differenziali ordinarie del primo ordine quasilineari che descrivono la rotazione di un corpo rigido, usando un sistema di riferimento rotante con i suoi assi fissati nel corpo e paralleli agli assi principali di inerzia del corpo. La forma vettoriale generale è:
{\displaystyle \mathbf {I} {\dot {\boldsymbol {\omega }}}+{\boldsymbol {\omega }}\times \left(\mathbf {I} {\boldsymbol {\omega }}\right)=\mathbf {M} }
dove M è il momento meccanico applicato, I è la matrice/tensore di inerzia, e ω è la velocità angolare intorno agli assi principali.
Nelle coordinate ortogonali tridimensionali principali, diventano:
{\displaystyle {\begin{aligned}I_{1}{\dot {\omega }}_{1}+(I_{3}-I_{2})\omega _{2}\omega _{3}&=M_{1}\\I_{2}{\dot {\omega }}_{2}+(I_{1}-I_{3})\omega _{3}\omega _{1}&=M_{2}\\I_{3}{\dot {\omega }}_{3}+(I_{2}-I_{1})\omega _{1}\omega _{2}&=M_{3}\end{aligned}}}
dove Mk sono le componenti del momento meccanico, Ik sono i momenti principali di inerzia e ωk sono le componenti della velocità angolare intorno agli assi principali.

## Motivazione e derivazione
Partendo dalla seconda legge di Newton, in un sistema di riferimento inerziale (con pedice "in"), la derivata temporale del momento angolare L è uguale al momento meccanico applicato.
{\displaystyle {\frac {d\mathbf {L} _{\text{in}}}{dt}}\ {\stackrel {\mathrm {def} }{=}}\ {\frac {d}{dt}}\left(\mathbf {I} _{\text{in}}{\boldsymbol {\omega }}\right)=\mathbf {M} _{\text{in}}}
dove Iin è il tensore di inerzia calcolato nel sistema inerziale. Anche se questa legge è vera universalmente, non è sempre utile nella risoluzione di un moto di rotazione generico, in quanto sia Iin sia ω possono variare durante il moto.
Pertanto, bisogna spostarsi in un sistema di coordinate solidale con il corpo che ruota, con gli assi allineati con gli assi principali di inerzia. In questo sistema, almeno la matrice di inerzia è costante (e diagonale), il che semplifica i calcoli. Il momento angolare L può essere scritto:
{\displaystyle \mathbf {L} \ {\stackrel {\mathrm {def} }{=}}\ L_{1}\mathbf {e} _{1}+L_{2}\mathbf {e} _{2}+L_{3}\mathbf {e} _{3}=I_{1}\omega _{1}\mathbf {e} _{1}+I_{2}\omega _{2}\mathbf {e} _{2}+I_{3}\omega _{3}\mathbf {e} _{3}}
dove Mk, Ik e ωk sono quelli definiti sopra.
Nel sistema di riferimento rotante, la derivata temporale va sostituita con
{\displaystyle \left({\frac {d\mathbf {L} }{dt}}\right)_{\mathrm {rot} }+{\boldsymbol {\omega }}\times \mathbf {L} =\mathbf {M} }
dove il pedice "rot" indica che viene fatta nel sistema rotante. In componenti diventa
{\displaystyle \left({\frac {dL}{dt}}\right)_{\mathrm {rot,} i}+\varepsilon _{ijk}\omega _{j}L_{k}=M_{i}}
dove {\displaystyle \varepsilon _{ijk}} è il simbolo di Levi-Civita. Se si considera la rotazione intorno agli assi principali si può sostituire
{\displaystyle L_{i}\ {\stackrel {\mathrm {def} }{=}}\ I_{i}\omega _{i},}
giungendo al sistema di equazioni scritto all'inizio della voce:
{\displaystyle {\begin{aligned}I_{1}{\dot {\omega }}_{1}+(I_{3}-I_{2})\omega _{2}\omega _{3}&=M_{1}\\I_{2}{\dot {\omega }}_{2}+(I_{1}-I_{3})\omega _{3}\omega _{1}&=M_{2}\\I_{3}{\dot {\omega }}_{3}+(I_{2}-I_{1})\omega _{1}\omega _{2}&=M_{3}\end{aligned}}}

## Soluzioni a momento nullo
Per il membro di destra uguale a zero ci sono soluzioni non-banali: precessione libera (a momento nullo). Si nota che siccome I è costante (poiché il tensore di inerzia è una matrice diagonale 3×3, dal momento che si considera il sistema intrinseco, o perché il momento sta causando la rotazione attorno allo stesso asse {\displaystyle \mathbf {\hat {n}} } così I non cambia) allora si può scrivere
{\displaystyle \mathbf {M} \ {\stackrel {\mathrm {def} }{=}}\ I{\frac {d\omega }{dt}}\mathbf {\hat {n}} =I\alpha \,\mathbf {\hat {n}} }
dove α è l'accelerazione angolare intorno all'asse di rotazione {\displaystyle \mathbf {\hat {n}} }.
Tuttavia, se I non fosse costante nel sistema di riferimento esterno (vale a dire che il corpo si muove e il suo tensore di inerzia non è costantemente diagonale) allora non possiamo portare I fuori dalla derivata. In questo caso si avrà precessione libera, in modo tale che I(t) e ω(t) variano insieme per tenere la derivata nulla. Questo moto può essere visualizzato con la costruzione di Poinsot.

## Generalizzazioni
È possibile usare queste equazioni anche se gli assi rispetto ai quali 
{\displaystyle \left({\frac {d\mathbf {L} }{dt}}\right)_{\mathrm {relativo} }}
è descritta non sono fissati sul corpo. In quel caso ω va sostituita con la rotazione degli assi anziché la rotazione del corpo. Tuttavia, è comunque necessario che gli assi scelti siano principali di inerzia.